# UNIT
UNIT, sigles de UNified Intelligence Taskforce (Força d'Intel·ligència Unificada) o antigament durant dècades United Nations Intelligence Taskforce (Força d'Intel·ligència de les Nacions Unides), encara que generalment s'emprava exclusivament l'acrònim, és una organització militar fictícia de la sèrie britànica de ciència-ficció Doctor Who i els seus spin-offs Torchwood i The Sarah Jane Adventures. Opera sota l'auspici de les Nacions Unides, el seu propòsit és investigar i lluitar contra amenaces paranormals i extraterrestres a la Terra. En la sèrie clàssica de Doctor Who, hi va haver molt personal de UNIT que va interpretar papers importants en el programa, com el Brigadista Lethbridge-Stewart.
Quan es produïa i emetia la sèrie de 2005, el productor executiu Russell T Davies va dir que les Nacions Unides ja no aprovaven que se'ls associés amb l'organització fictícia, i el nom complet de UNIT no podia utilitzar-se. No obstant això, es va permetre usar les sigles "UNIT" i "UN" sempre que no es digués el que significava. El 2008, va anunciar el canvi del nom de l'organització s'havia canviat a "Unified Intelligence Taskforce". Aquest nou nom es va esmentar per primera vegada a La estratagema Sontaran, on en una línia de diàleg es deia que les Nacions Unides encara donaven suport amb fons a UNIT.